# RZD ED4
RZD ED4(러시아어: ЭД4, Электропоезд Демиховский 4)는 데미호보 공장에서 생산되어 1997년부터 도입된 러시아 철도의 전기 동차이다. 1993년부터 생산된 ED2T 전동차의 부품들을 러시아 국내에서 수급하기 위해서 만들어졌다. ED2T의 부품들이 라트비아 리가의 RVR에서 생산된 반면, ED4는 ED2T의 외장을 기반으로 하여 노보시비르스크에서 생산된 모터와 노보체르카스크 전기 기관차 공장에서 생산된 전기 부품을 결합하여 만들어졌다. ED2T 전동차와 비슷하게 통근형이며, ER2 전동차를 대체한다.
1996년 6량 1편성 ED4-0001이 첫 번째로 생산되었고, ED2T와 같은 시험 운행을 거쳤다. 시험 운행 중 발생한 문제점 때문에 이를 해결한 직후 세베르노카프카즈스카야 선으로 보내졌고 개선형 ED4M이 생산되기 시작했다. 그러나 ED4M이 생산된 이후에도 첫 차량과 차이가 없는 10량 1편성 ED4-0005, 0006, 0007, 0010, 0014가 추가로 생산되었다.
세베르노카프카즈스카야 선에서 활동하던 ED4-0001 전동차는 모스크바 대순환선으로 이동되어 지금까지 사용되고 있다.

## 변종

### ED4M

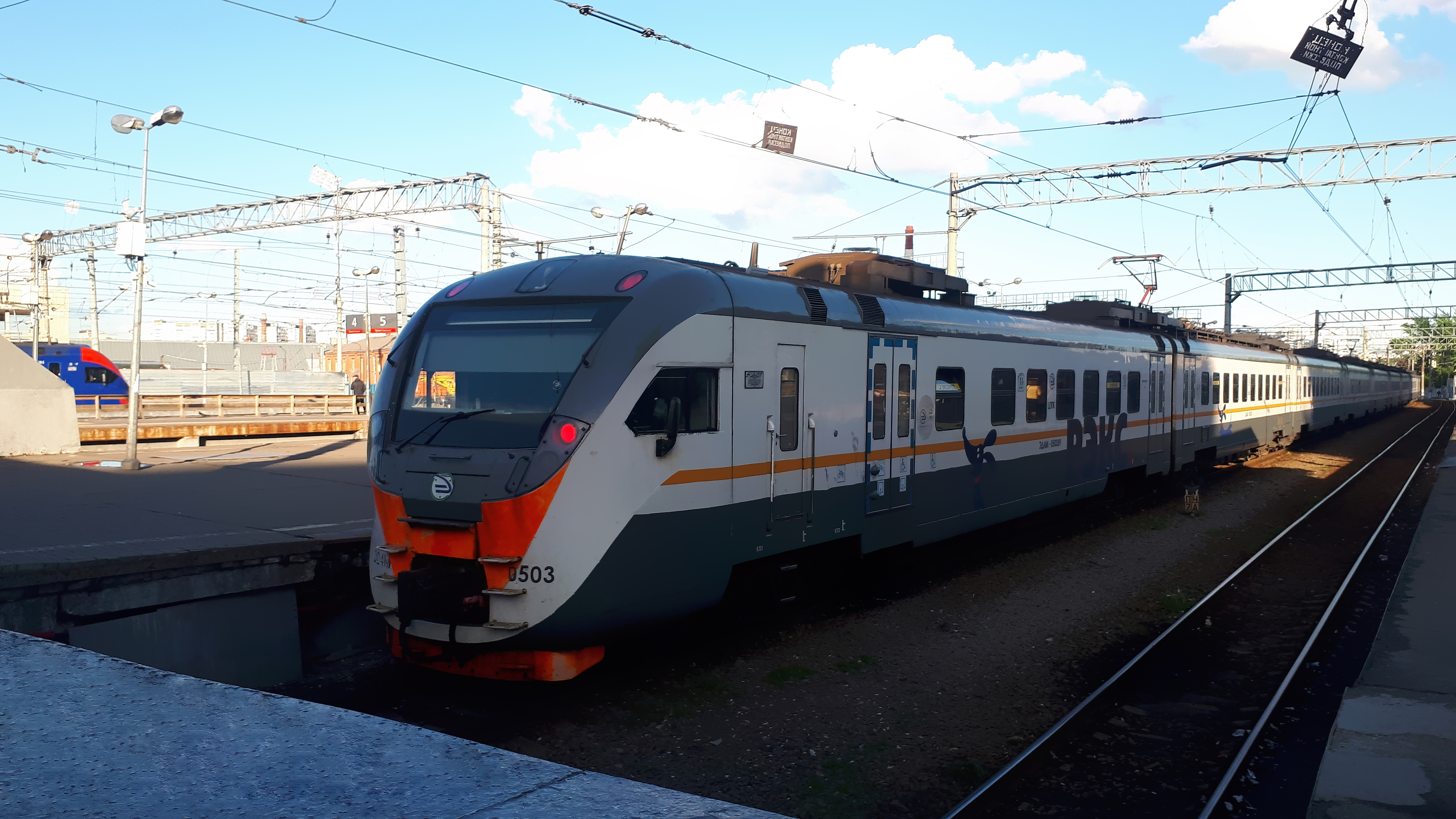
ED4M-0503

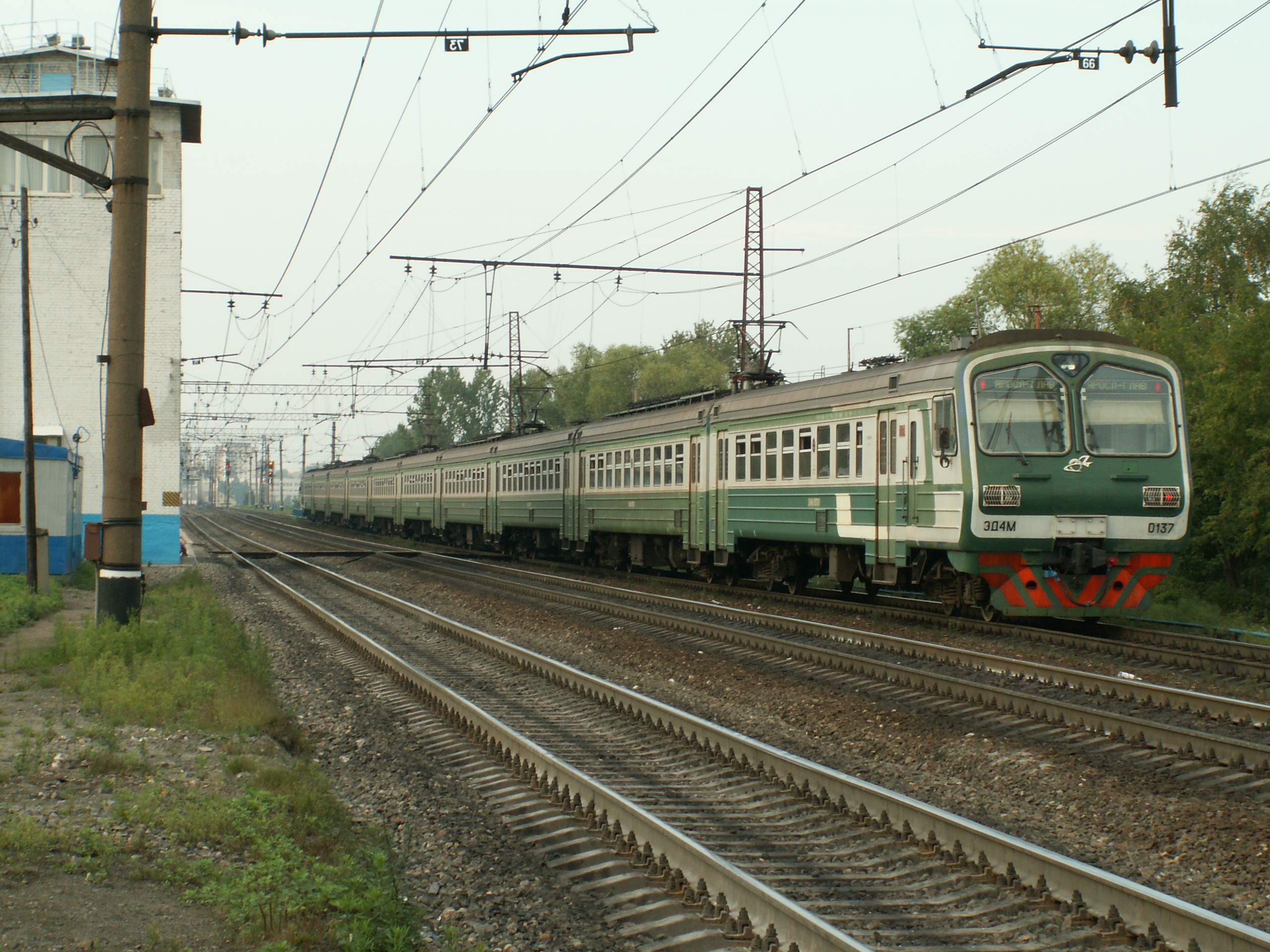
ED4M-0137

1997년 ED4를 기반으로 한 전동차 ED4M-0002, 0003, 0004가 생산되었다. ED4에서 전두부와 운전실이 개조되었다. 이 외에도 ED4와는 여러 차이점이 존재한다.
- 앞유리 크기 증가
- 더 작아지고 더 효율적인 반사경이 장착된 헤드라이트
- 화재 및 고장 경보 시스템
- 더 편해진 운전석

1998년 ED4M 전동차의 시험 운행이 이루어졌다. 이때 생산된 차량들은 노보체르카스크 전기 기관차 공장에서 생산된 전기 장치를 장착하고 있었다.

### ED4M1
노보체르카스크 전기 기관차 공장에서 생산된 전기 장치의 문제점 때문에 1998년 데미호보 차량 공장에서 생산한 개선형이다. 차호는 ED4M1-0008, 0009, 0011이며 RVR에서 생산한 전기 장치를 장착한 것 이외에 ED4M과의 차이는 없다.

### ED4MK
모스크바 선에 도입하기 위하여 1999년-2000년 사이에 생산되었다. 1등칸 5량, 2등칸 3량, 3등칸 2량으로 구성되어 있다.

### ED4MKu

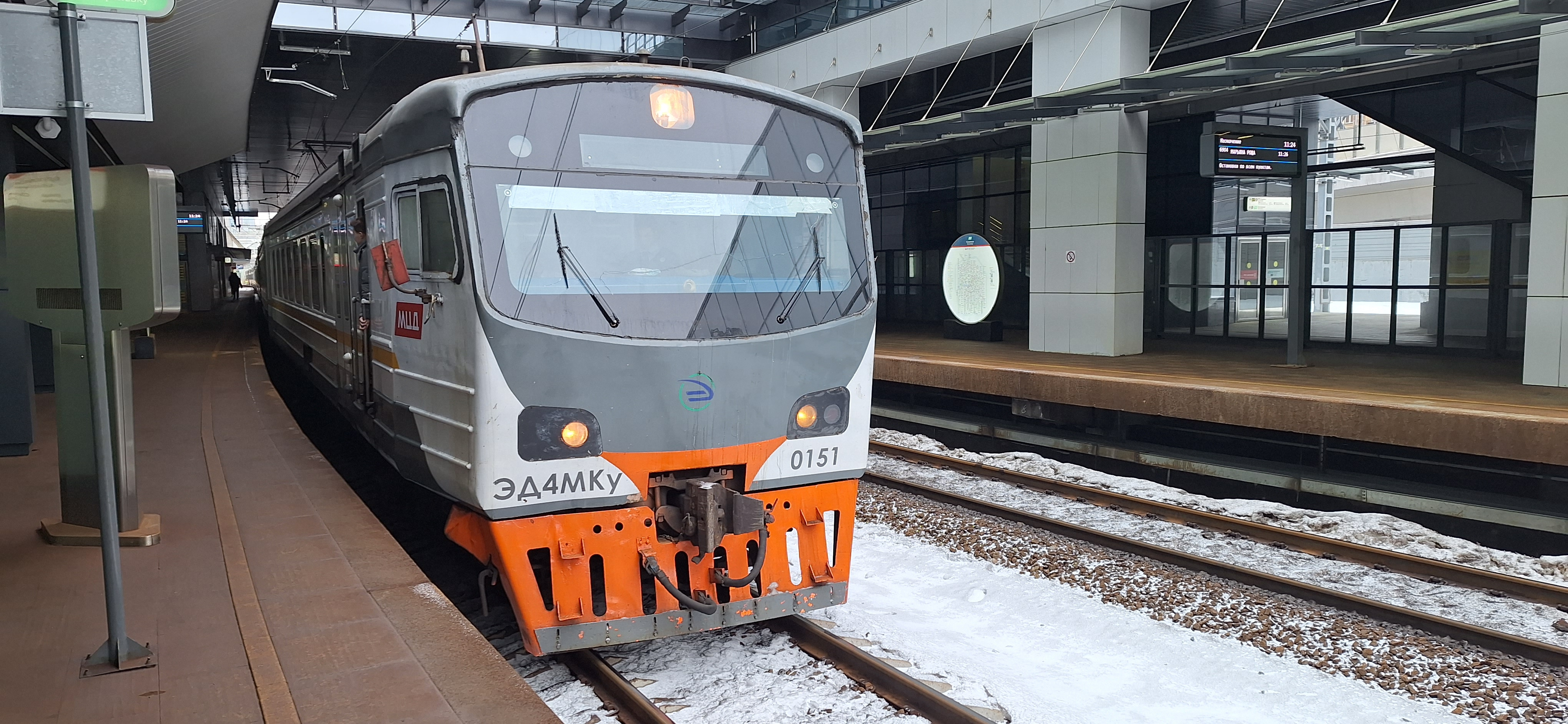
ED4MKu-0151

### ED4MKM-AERO

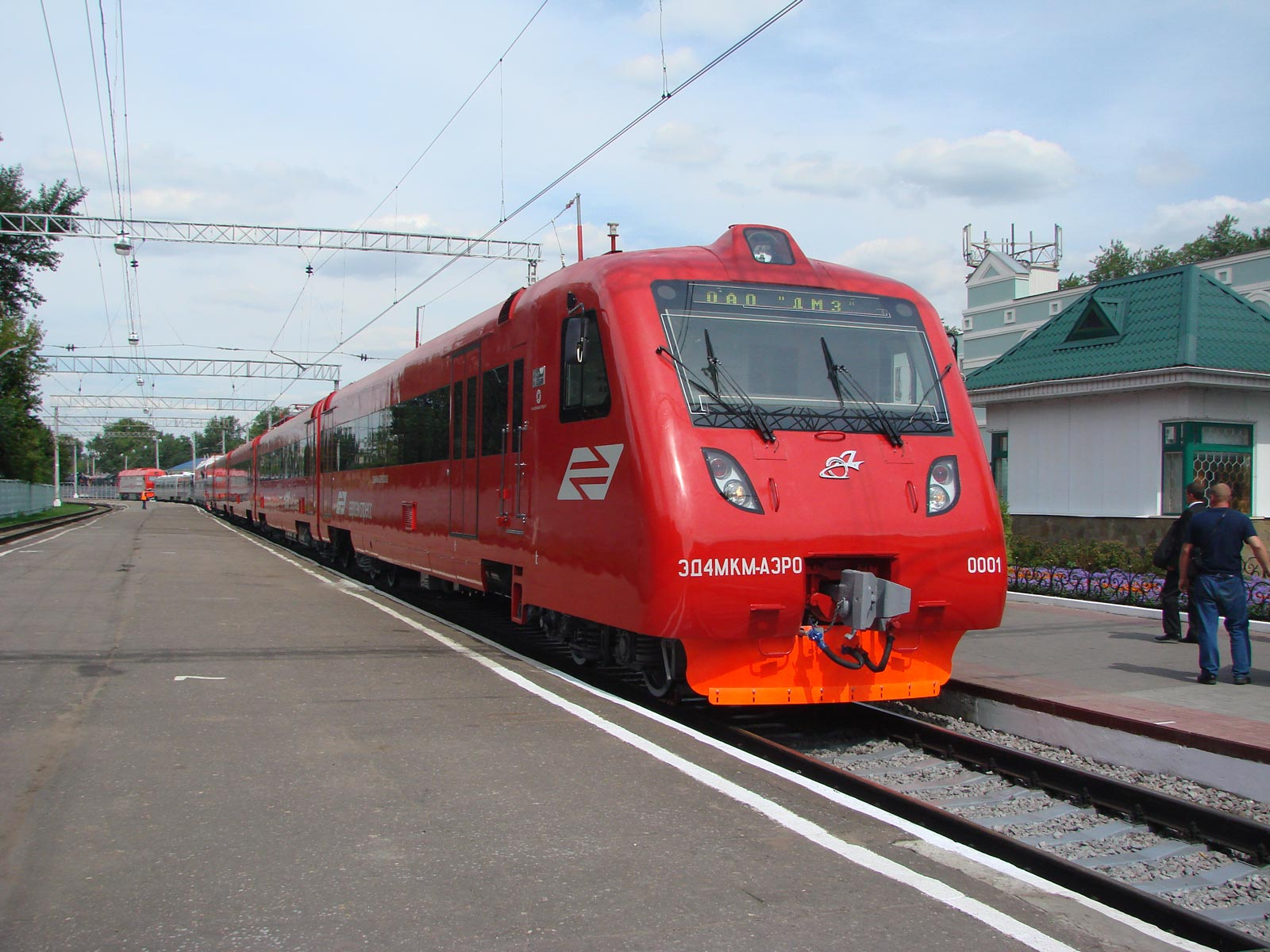
ED4MKM-AERO 전동차

이 전동차는 ED4MKM을 기반으로 한 공항 철도 전용 차량이다. ED4MKM과 비교하여 기술적인 차이는 없지만 내외장이 개조되었다. 모든 좌석은 1등석이며 1량은 VIP석이다. 화물칸이 있는 대신 열차 내 판매 시설이 없다.
ED4MKM-AERO 전동차는 ED4MKM과는 별도의 번호를 부여받는다.